# Obywatele RP

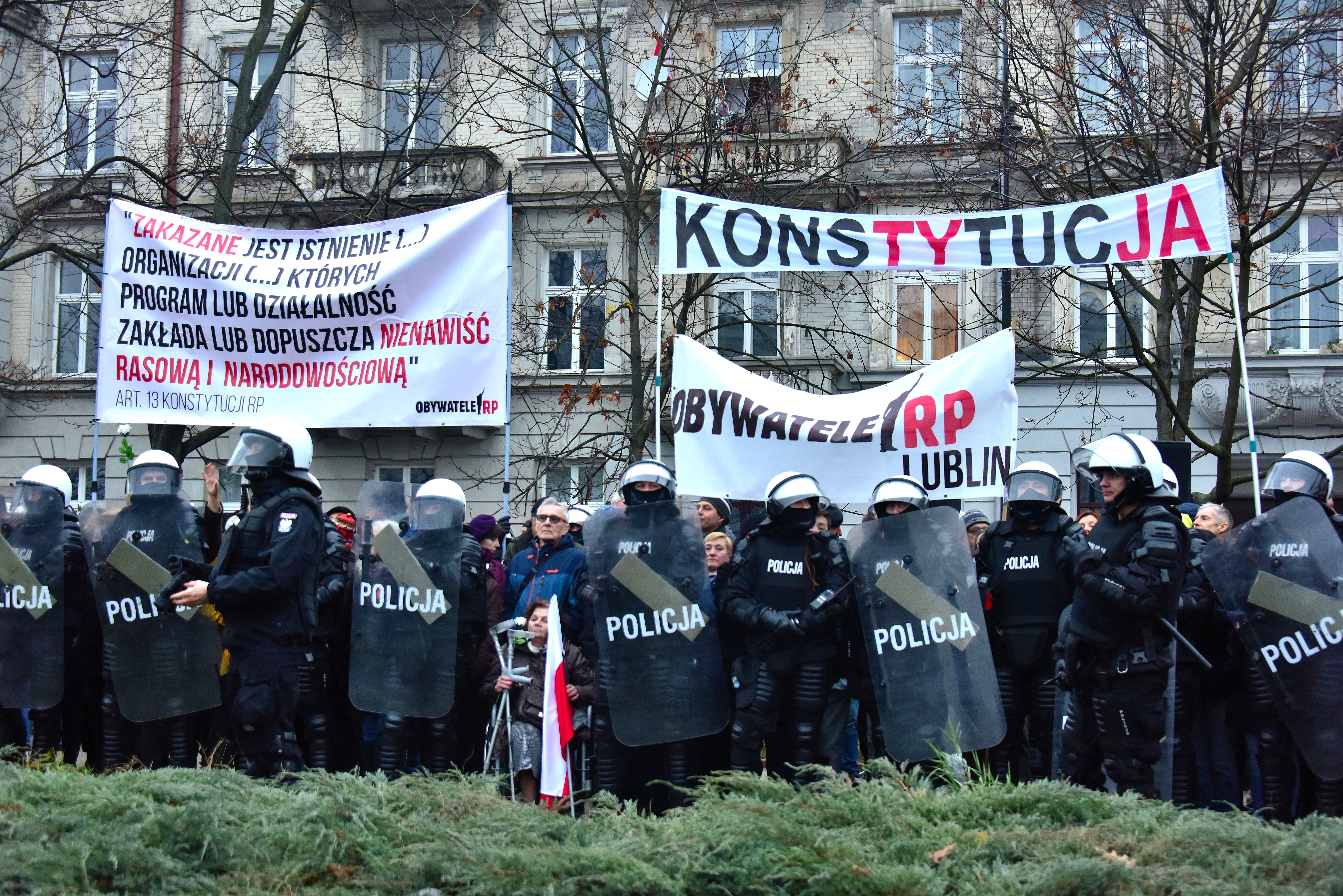
Pikieta Obywateli RP w obronie Konstytucji Rzeczypospolitej Polskiej podczas Marszu Niepodległości w Warszawie (2018)

Obywatele RP – ruch społeczny zajmujący się działalnością antyfaszystowską i obroną niezawisłości sądownictwa w Polsce od początku rządów Zjednoczonej Prawicy.
Obywatele RP funkcjonują jako ruch nieformalny, warunkiem uczestnictwa w ruchu jest podpisanie „Deklaracji obywatelskiej”, w której m.in. mowa: „Każdy ma prawo odmówić posłuszeństwa tyranii, państwu naruszającemu jego godność, gwałcącemu istotne dlań prawa i wartości, państwu bezprawia wreszcie. Nie każdej władzy należy się podporządkować”. W maju 2017 r. została zarejestrowana Fundacja Wolni Obywatele RP, która wspiera działania ruchu. W lipcu 2017 r. MSWiA wezwało Fundację Wolni Obywatele RP „do zaprzestania naruszania prawa oraz swojego statutu” grożąc zawieszeniem zarządu i wyznaczeniem zarządcy przymusowego.

## Historia ruchu

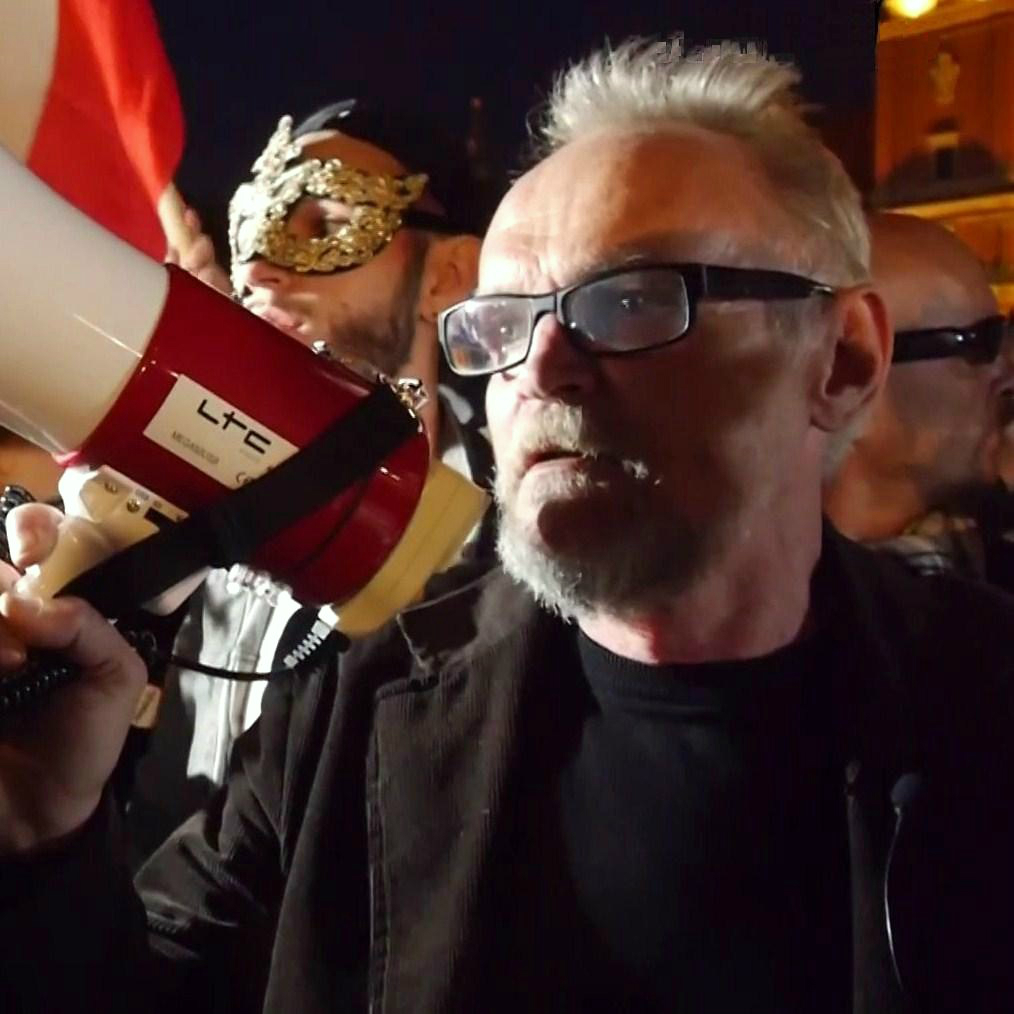
Paweł Kasprzak – jeden z liderów Obywateli RP podczas demonstracji

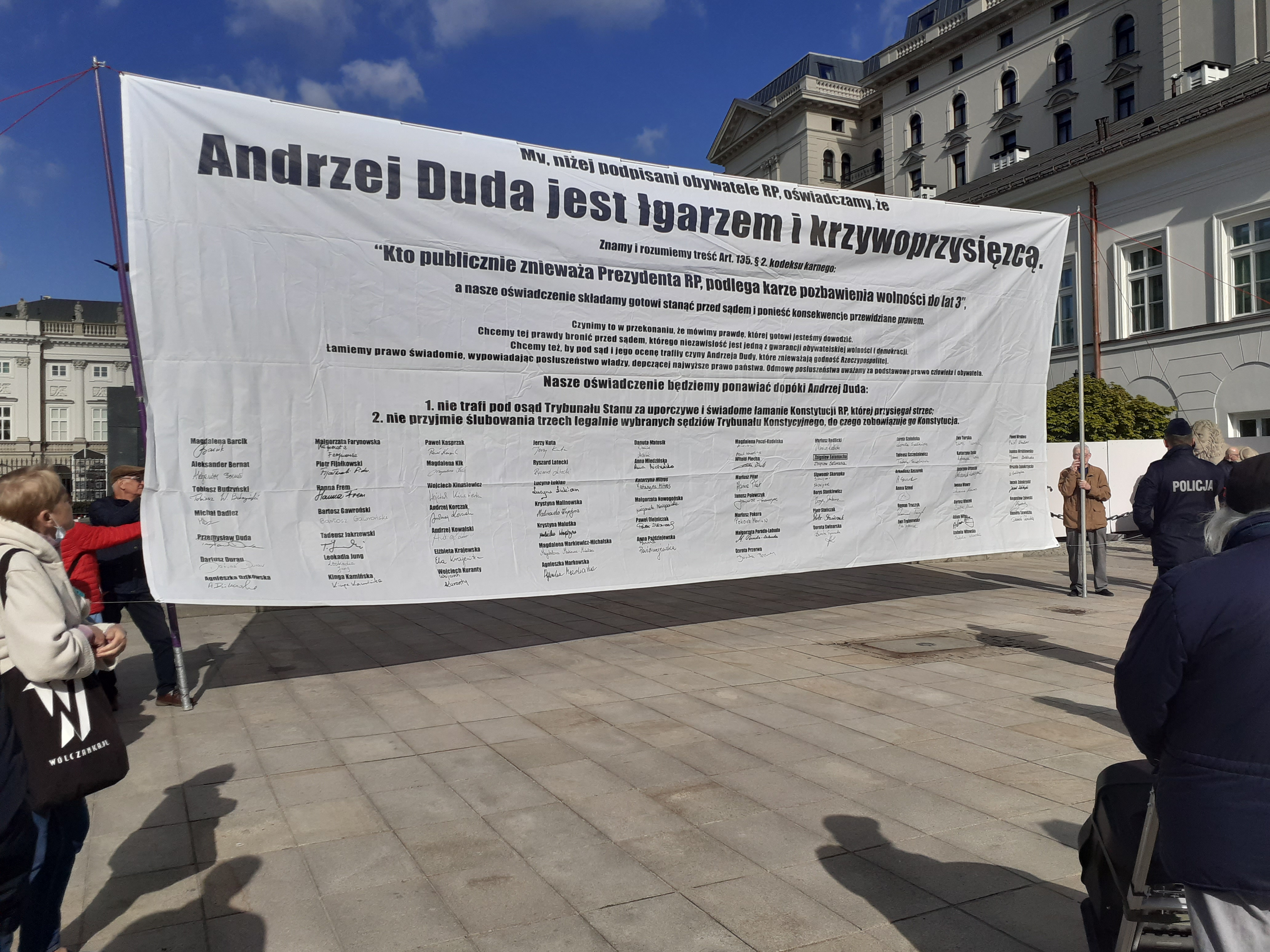
Baner Obywateli RP z oświadczeniem skierowanym przeciwko prezydentowi Polski Andrzejowi Dudzie (2023)

5 lutego 2016 r. pod Pałacem Prezydenckim w Warszawie cztery osoby – Tadeusz Jakrzewski, Paweł Kasprzak, Paweł Wrabec, Tobiasz Budzyński – zarzuciły prezydentowi RP A. Dudzie łamanie Konstytucji, trzymając na transparentach słowa: „Oznajmiamy, że Andrzej Duda jest łgarzem i krzywoprzysięzcą”. Krytykowali ułaskawienia przez prezydenta M. Kamińskiego, apelowali do prezydenta RP, by przyjął „przysięgi prawomocnie wybranych sędziów Trybunału Konstytucyjnego”, a wcześniej wystosowały list pt. „Wypowiadamy posłuszeństwo władzy łamiącej Konstytucję Rzeczypospolitej”.
Obywatele RP od 10 marca 2016 roku organizowali kontrdemonstracje przeciwko obchodom tzw. miesięcznic katastrofy polskiego Tu-154 w Smoleńsku na Krakowskim Przedmieściu organizowanym przez Prawo i Sprawiedliwość.
Pierwsza kontrmiesięcznica Obywateli RP odbyła się 10 marca 2016 r. Wówczas były to pikiety organizowanych w sąsiedztwie uroczystości miesięcznicowych.
10 marca 2017 roku działacze ruchu Obywatele RP po raz pierwszy próbowali zablokować miesięcznicę smoleńską. Wiązało się to z tym, że Sejm wcześniej zmienił ustawę o zgromadzeniach, dając pierwszeństwo rezerwowania miejsca imprezom cyklicznym, takim jak miesięcznice smoleńskie. Wtedy 7 uczestników ruchu – Paweł Kasprzak, Tadeusz Jakrzewski, Paweł Wrabec, Wojciech Kinasiewicz, Monika Dąbrowska, Michał Korczak i Marek Madej-Sierski – usiedli na jezdni blokując przemarsz.
10 czerwca 2017 z działaczami ruchu Obywatele RP na drodze przejścia uczestników tzw. miesięcznicy smoleńskiej usiadł Władysław Frasyniuk. Między blokującymi przemarsz a policjantami doszło do przepychanek; funkcjonariusze ostatecznie przenieśli na bok kontrmanifestantów. W. Frasyniuk twierdził później w mediach, że „policjant był dość agresywny”, a obywatele mają prawo do demonstracji.
Ruch protestuje przeciwko organizacjom propagującym faszyzm i nacjonalizm. 26 lutego 2017 r. w Hajnówce przedstawiciele ruchu wraz z Antifą protestowali przeciwko Marszowi Żołnierzy Wyklętych, którego uczestnicy mieli portrety m.in. Romualda Rajsa „Burego”, odpowiedzialnego za mordy na miejscowej ludności cywilnej.
Podczas pielgrzymki kibiców na Jasną Górę 13 stycznia 2018 r. kilkanaście osób z ruchu Obywatele RP i Demokratyczna RP rozwinęli transparenty z napisami „Chrześcijaństwo to nie nienawiść”, „Moją Ojczyzną jest człowieczeństwo” i „Tu są granice przyzwoitości”. Wówczas zostali zaatakowani przez kibiców na błoniach klasztoru. Zgłoszone zgromadzenie Obywateli RP odbywało się w tym dniu wcześniej, w innym miejscu. Po formalnym zakończeniu zgromadzenia część jego uczestników przemieściła się w kierunku jasnogórskich błoni, gdzie odbywało się w tym czasie „Racowisko” (pokaz kibicowskich transparentów oraz odpalanie rac i petard). Tam doszło do incydentu.
Obywatele RP, wraz z inicjatywami Wolne Sądy i Front Europejski byli inicjatorami akcji „Europo, nie odpuszczaj”, polegającej na lobbowaniu, by Komisja Europejska skierowała do Trybunału Sprawiedliwości Unii Europejskiej wniosek o kontrolę zgodności ustawy o Sądzie Najwyższym z prawem unijnym. Akcja obejmowała pikiety i demonstracje, a także petycje i listy poparcia.
W grudniu 2020 Obywatele RP byli wśród sygnatariuszek i sygnatariuszy listu otwartego Stop represjom politycznym wobec protestujących w obronie trzech organizatorek protestów w sprawie aborcji w Oleśnicy wobec których skierowano zawiadomienie o możliwości przestępstwa z art. 165 par. 1 (sprowadzenie niebezpieczeństwa dla życia lub zdrowia wielu osób spowodowane przez zagrożenie epidemiologiczne).

## Cele i zadania
Metodą działania ruchu są akcje nieposłuszeństwa obywatelskiego o charakterze pokojowym.
Ruch prowadzi grupę ObyPomoc – są to osoby, do których można zwracać się o wsparcie prawne w momencie zatrzymania czy przesłuchiwania przez policję. Na podstawie zgłoszeń ObyPomoc wydaje cykliczne raporty dotyczące spraw sądowych przeciwko manifestantom.
19 listopada 2017 r. podczas konferencji prasowej organizowanej przez przedstawicieli Obywateli RP, Warszawskiego Strajku Kobiet, Obywateli Solidarni w Akcji i ODnowa aktywiści zaprezentowali raport „o działaniach aparatu przymusu państwowego wobec osób sprzeciwiających się niekonstytucyjnym działaniom władzy, wycince Puszczy Białowieskiej oraz faszyzacji życia publicznego w Polsce”. Ich zdaniem policja w stosunku do osób ze środowisk obywatelskich stosuje nadmierną przemoc za udział w legalnych protestach, nie reagując natomiast m.in. podczas Marszu Niepodległości wobec osób niosących transparenty z radykalnymi hasłami.
W styczniu 2018 r. ruch zwrócił się do „koalicji partii demokratycznych” żądając przeprowadzenia „otwartych prawyborów przed wyborami samorządowymi”: „Słyszymy też od niektórych partii, ruchów społecznych i mediów, że »najpierw trzeba odsunąć PiS od władzy, a potem zająć się innymi sprawami«. Mówimy im dzisiaj: chcemy demokracji od zaraz! Dlatego żądamy od koalicji partii »demokratycznych« przeprowadzenia otwartych prawyborów przed wyborami samorządowymi. Otwartych, czyli takich, w których decyzję o kształcie list partie oddadzą swoim wyborcom” – napisał P. Kasprzak na łamach dziennika „Rzeczpospolita”.

## Uczestnicy
Nieformalnym liderem ruchu jest Paweł Kasprzak. Z Obywatelami RP związana jest m.in. warszawska ukrainistka Kinga Kamińska, chemiczka Magdalena Pecul-Kudelska oraz dziennikarze Piotr Pytlakowski oraz Wojciech Fusek.

## Nagrody i wyróżnienia
W 2017 r. organizacja otrzymała nagrodę im. prof. Zbigniewa Hołdy.